# Tomás Beauchamp, 11.º Conde de Warwick
Tomás de Beauchamp, 11.º Conde de Warwick (14 de fevereiro de 1313 – 13 de novembro de 1369) foi um nobre inglês e comandante militar durante a Guerra dos Cem Anos. Em 1348 ele foi um dos cavaleiros fundadores, o terceiro Cavaleiro da Ordem da Jarreteira.
Warwick foi Marechal da Inglaterra de 1343/4 até 1369, e foi um dos comandantes das grandes vitórias inglesas em Crécy e Poitiers.